# 임성욱
임성욱(1992년 2월 7일 ~ )은 대한민국의 희극인이다.

## 출연작
- KBS 개그콘서트
  - 비호행
  - 불상사
  - 연기돌
  - 관리자들
  - 버스킹 어게인
  - 밥 잘 사주는 예뻤던 누나
  - 다있Show
  - 트로트라마
- 웹드라마 편의점 베짱이 - 성욱 역